# Мюллер, Кевин
Ке́вин Мю́ллер (нем. Kevin Müller; род. 15 марта 1991, Росток, Мекленбург — Передняя Померания) — немецкий футболист, вратарь клуба «Хайденхайм».

## Клубная карьера
Мюллер — воспитанник клубов «Бад Мюндер» и «Ганза». 16 октября 2010 года в матче против «Хайденхайма» он дебютировал за клуб. 17 июля 2011 года в матче против «Падерборн 07» Кевин дебютировал за клуб «Ганза» во второй Бундеслиге.
В июня 2013 года Мюллер стал игроком «Штутгарта». Выступал за дубль клуба. 25 августа в матче против «Штутгартер Киккерс» он дебютировал за клуб в третьей Бундеслиге.
В августе 2014 года на правах аренды перешёл в «Энерги». 3 августа 2014 года в поединке против «Динамо Дрезден» он дебютировал за новый клуб. 25 апреля 2015 года в матче против «Штутгартер Киккерс» Мюллер отдал голевой пас на Тима Кляйндинста.
В июле 2015 года Мюллер на правах свободного агента перешёл в «Хайденхайм». 2 марта 2016 года в матче против «РБ Лейпциг» он дебютировал за новый клуб. По итогам сезона 2022/2023 «Хайденхайм» завоевал повышение из второй Бундеслиге, в последнем туре обогнав в таблице лидировавший большую часть сезона «Дармштадт 98». 19 августа 2023 года в матче против «Вольфсбурга» он дебютировал в немецкой Бундеслиге.